# Macheront
Macheront (arab. Jebel al-Misznaqa lub ِقلة المشناقى Qalaat al-Misznaqa; łac. Machærus) − forteca Heroda Wielkiego usytuowana na szczycie pustynnego wzgórza na wschód od Morza Martwego (739 m n.p.m.), pomiędzy dolinami Wadi Zarka oraz Wadi Mudżib w Jordanii.
Arabska nazwa fortecy („forteca ścięcia”) jest odwołaniem do przypuszczalnego miejsca męczeństwa św. Jana Chrzciciela (epizod ten lokalizuje na Macheronte również historyk żydowski Józef Flawiusz).

## Historia
Fortecę na Macheroncie wzniósł około 90 r. p.n.e. Hasmonejczyk Aleksander Janneusz. Zburzył ją w czasach Pompejusza generał Gabiniusz w 57 r. p.n.e. Odbudował ją Herod Wielki jako fortecę nadzorującą wschodnie rubieże królestwa w 30 p.n.e. Po śmierci władcy przeszła we władanie jego syna Heroda Antypasa, panującego w latach od 4 p.n.e. do 39 n.e. Zgodnie z informacją zawartą w Starożytnościach żydowskich Józefa Flawiusza, to właśnie w tym okresie miał przebywać w fortecy i zostać ścięty Jan Chrzciciel.
Po detronizacji i wygnaniu Antypasa w 39 Macheront przeszedł w ręce Heroda Agryppy, do jego śmierci w 44. Następnie twierdza była pod kontrolą Rzymian. Żydzi ponownie przejęli kontrolę nad fortecą podczas pierwszego powstania żydowskiego w 66. Po zdobyciu Herodionu Lucyliusz Bassus oblegał Macheront w 71. Rzymianie usypali specjalną rampę, by dostać się na wzgórze. Żydzi skapitulowali jednak, zanim Rzymianie przedsięwzięli atak. Pozwolono rebeliantom na opuszczenie fortecy, zrównano ją jednak z ziemią.

## Lokalizacja i struktura twierdzy
Józef Flawiusz przedstawił dokładny opis Macherontu w napisanej ok. 75 roku Wojnie żydowskiej. Platforma szczytowa, który znajduje się na wysokości 1100 m powyżej poziomu Morza Martwego, otoczona jest spadzistymi stokami, stanowiącymi jej naturalne zabezpieczenie. Herod wzniósł solidną fortecę, której fortyfikacje miały zabezpieczać przed sąsiadującymi Arabami.
W strukturze budowli herodiańskiej wyróżniają się termy z takimi elementami, jak: apodyterium, tepidarium, calidarium, laconicum i frigidarium.

## Archeologia
Macheronte zidentyfikował U. Seetzen w 1807. Wykopaliska w latach 1978–1981 przeprowadzili archeolodzy włoscy, franciszkanie o. Virgilio Corbo oraz Stanislao Loffreda z Jerozolimskiego Studium Biblijnego. Po roku 1990 prace badawcze i restauracyjne kontynuował o. Michele Piccirillo. Archeolodzy wyróżnili dwa okresy zasiedlenia tego miejsca: 90–55 przed Chr. oraz 30 przed Chr. – 72 po Chr.